# Дом Обросимовых
Дом Обросимовых — памятник градостроительства и архитектуры в историческом центре Нижнего Новгорода. Построен в 1839—1840 годах по проекту первого городового архитектора Нижнего Новгорода Г. И. Кизеветтера. В 1848 году перестроен по проекту и под надзором архитектора Л. В. Фостикова.
Дом входит в историческую застройку старинной купеческой Ильинской улицы. Угловым положением формирует ансамбль небольшой площади на пересечении Ильинской и Сергиевской улиц и Почтового переулка.

## История
Балахнинские мещане Обросимовы перебрались на жительство в Нижний Новгород в 1822 году. Дмитрий Васильевич Обросимов служил на Нижегородской ярмарке денежным менялой, а его жена Марья Васильевна торговала вяленой обувью и шляпами. На пересечении улиц Ильинской и Сергиевской они купили у мещанки Е. Макашиной угловой участок земли. 8 июля 1838 года у соседа, купца М. Усикова, случился пожар, во время тушения которого у дома Обросимовых была повреждена кровля, сломаны ворота и ограда. Но ремонтировать их Обросимовым запретили до утверждения нового генерального плана Нижнего Новгорода (8 апреля 1839 года).
Несмотря на запрет, 31 января 1839 года Обросимовы представили в Нижегородский Строительный комитет проект каменного двухэтажного дома по плану городового архитектора Г. И. Кизеветтера. Проект был выслан в Санкт-Петербург и высочайше утверждён 11 марта 1839 года. Через год дом уже значился в списке построенных. Верхний этаж занимали комнаты для сдачи в наём. За аркадой первого этажа располагались торговые лавки.
8 апреля 1846 года дом пострадал при пожаре. 20 марта Обросимовы обратились в Нижегородскую Строительную комиссию с прошением о разрешении ремонта, с сохранением старого фасада. При этом они просили выдать ссуду на ремонт и копию старого проекта 1839 года, так как он сгорел при пожаре. Комиссия отказала в ссуде, и в начале 1849 года Обросимовы были вынуждены продать дом мещанке Л. Козловой, которая в том же году под надзором архитектора Л. В. Фостикова провела ремонт. При ремонте была заложена аркада первого этажа, а лавки перестроены в жилые помещения. В таком виде дом сохранился до настоящего времени.
В 2019 году дом был отреставрирован. В феврале того же года был повреждён снегоуборочной техникой: снесён угол дома